# Lira Paulistana
O Teatro Lira Paulistana, também conhecido como Lira Paulistana ou Lira, foi um teatro e centro cultural da cidade de São Paulo.
Em setembro de 2014, um dos fundadores do Lira Paulistana, lançou o livro "Lira Paulistana - Um delírio de porão", onde conta a trajetória do Lira. A obra contém depoimentos dos fundadores e de artistas que lá se apresentaram. Tem um vasto material iconográfico -- cartazes, filipetas e fotos dos shows, discos lançados pelo selo Lira Paulistana, depoimentos de artistas e de produtores e jornalistas sobre o teatro que fez fama na cidade de São Paulo.

## História
Com nome tirado da obra homônima do escritor Mário de Andrade, o Lira foi fundado em 25 de outubro de 1979 em um porão com cerca de 150 lugares localizado na Praça Benedito Calixto, na Rua Teodoro Sampaio 1091, no bairro de Pinheiros na Zona Oeste de São Paulo.
Além de teatro propriamente dito, também foi palco de diversos tipos de manifestações culturais, dentre estas a famosa Vanguarda Paulista que era composta de nomes como Ná Ozzetti, Arrigo Barnabé, Itamar Assumpção, Tetê Espíndola, Cida Moreira, Eliete Negreiros, Laura Finocchiaro, Zé Eduardo Nazário, de grupos musicais alternativos como Língua de Trapo, Tonelada & Seus Kilinhos Rumo, Grupo Um e Premeditando o Breque, o regional Grupo Paranga e, mais tarde, dos grupos de rock da década de 1980 tais como Gang 90, Ira!, Ultraje a Rigor, Titãs, Violeta de Outono.
Tido como um reduto de militância musical, o lugar também teve participação ativa na campanha das Diretas Já, em 1984.
Em 17 de março de 1985, os grupos de hardcore punk paulistas Cólera e Ratos de Porão, fizeram o show de lançamento do álbum de estréia do Cólera, Tente Mudar o Amanhã. Esse show ficou registrado no álbum Ao Vivo no Lira Paulistana, lançado no mesmo ano pelo selo Ataque Frontal.
O Lira encerrou suas atividades em 1986, mas entrou para a história cultural paulistana.

## Documentário e celebrações
Em 2008, foi lançado um documentário "Lira Paulistana e a vanguarda paulista" em comemoração dos 30 anos de fundação do Lira Paulistana.
Em 6 de dezembro do mesmo ano, ocorreram shows com artistas que tocaram no Lira para marcar a ocasião. Participaram desse evento os músicos Arrigo Barnabé e Passoca, além dos grupos Língua de Trapo, Anelise Assumpção & Isca de Polícia e Premê.

## Selo Lira Paulistana
O Lira também se notabilizou pelo seu selo fonográfico pelo qual lançou vários discos do membros da Vanguarda Paulista. Foram ao todo dezessete discos, sendo que alguns foram lançados em conjunto com o selo Continental.

## Principais artistas a se apresentarem no Lira Paulistana
- Ná Ozzetti[2]
- Itamar Assumpção[2][4][6]
- Tetê Espíndola[2]
- Cida Moreira
- Eliete Negreiros
- Laura Finocchiaro
- Zé Eduardo Nazário
- Língua de Trapo
- Tonelada & seus Kilinhos
- Rumo
- Premeditando o Breque[8]
- Grupo Um
- Grupo Paranga
- Ira!
- Ultraje a Rigor
- Titãs
- Violeta de Outono
- Akira S e As Garotas Que Erraram
- Ratos de Porão
- Cólera
- Excomungados
- Orquestra Azul
- Vozes e Violas
- Silvano Michelino
- Viper

## Discografia

### Selo Lira Paulistana
- Marcha sobre a Cidade. Grupo Um, 1979
- Beleléu, Leléu, Eu. Itamar Assumpção, 1980.
- Às Próprias Custas S/A. Itamar Assumpção, 1981.
- Summertime. Cida Moreira, 1981* [10]
- Língua de Trapo. Língua de Trapo, 1982.
- Poema da Gota Serena. Zé Eduardo Nazário, 1982
- Flor de Plástico Incinerada. Grupo Um, 1982
- Cabelos de Sansão. Tiago Araripe, 1982
- Chora Viola, Canta Coração. Grupo Paranga, 1982
- Pau Brasil. Grupo Pau Brasil, 1983
- Abolerado Blues. Cida Moreira, 1983**
- Diletantismo. Rumo, 1983**
- Quase Lindo. Premeditando o Breque, 1983**
- Freelarmônica. Freelarmônica, 1983**
- Como Essa Mulher. Hermelino e a Football Music, 1984
- Patife Band. Patife Band, 1985

- Em conjunto com o selo Áudio Patrulha

**Em conjunto com o selo Continental.

### Álbuns gravados no Lira Paulistana
- Ao Vivo no Lira Paulistana - split-LP c/Ratos de Porão e Cólera (LP, 1985, Ataque Frontal)